# Нуайяль-Понтиви
Нуайяль-Понтиви (фр. Noyal-Pontivy) — коммуна на северо-западе Франции, находится в регионе Бретань, департамент Морбиан, округ Понтиви, кантон Понтиви. Расположена в центре полуострова Бретань, в 51 км к северу от Вана и в 105 км к востоку от Ренна, в 20 км от национальных автомагистралей N24 и N164.
Население (2019) — 3 605 человек.

## Достопримечательности
- Приходская церковь Сен-Нуайяль XV века
- Готическая часовня Сен-Нуайяль XV-XVI веков
- Особняк Вержер XVII века, в настоящее время здание мэрии

## Экономика
Структура занятости населения:
- сельское хозяйство — 3,5 %
- промышленность — 31,2 %
- строительство — 4,2 %
- торговля, транспорт и сфера услуг — 18,5 %
- государственные и муниципальные службы — 42,6 %

Уровень безработицы (2018) — 8,5 % (Франция в целом —  13,4 %, департамент Морбиан — 12,1 %). 

Среднегодовой доход на 1 человека, евро (2018) — 22 150 (Франция в целом — 21 730, департамент Морбиан — 21 830).

## Демография
Динамика численности населения, чел.

## Администрация
Пост мэра Нуайяль-Понтиви с 2020 года занимает Лионель Ропер (Lionel Ropert). На муниципальных выборах 2020 года возглавляемый им независимый блок одержал победу в 1-м туре, получив 56,38 % голосов.
| Период | Период | Фамилия          | Партия                             | Примечания                                                                                       |
| ------ | ------ | ---------------- | ---------------------------------- | ------------------------------------------------------------------------------------------------ |
| 1965   | 1971   | Люсьен Гийемо    | Разные правые                      |                                                                                                  |
| 1971   | 2001   | Жан-Шарль Кавайе | Объединение в поддержку Республики | юрисконсульт, депутат Национального собрания Франции, президент Генерального совета департамента |
| 2001   | 2002   | Бернар Деле      | Центрист                           | библиотекарь                                                                                     |
| 2003   | 2014   | Мишель Удбин     | Разные правые                      | руководитель предприятия                                                                         |
| 2014   | 2020   | Марк Керьен      | Разные правые                      | рефернт, член Регионального совета Бретани                                                       |
| 2020   |        | Лионель Ропер    | Разные правые                      |                                                                                                  |

## Галерея

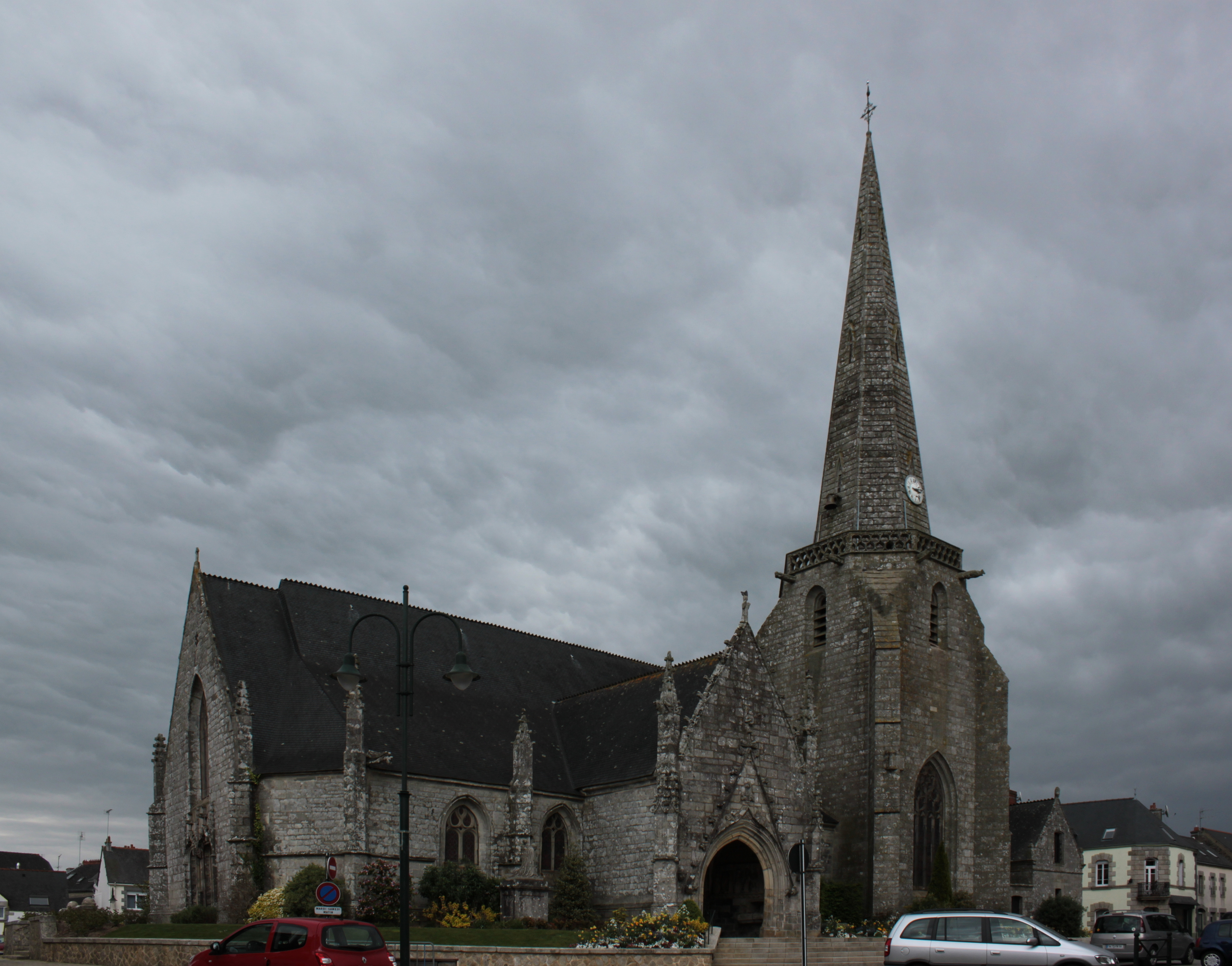
Церковь Сен-Нуайяль
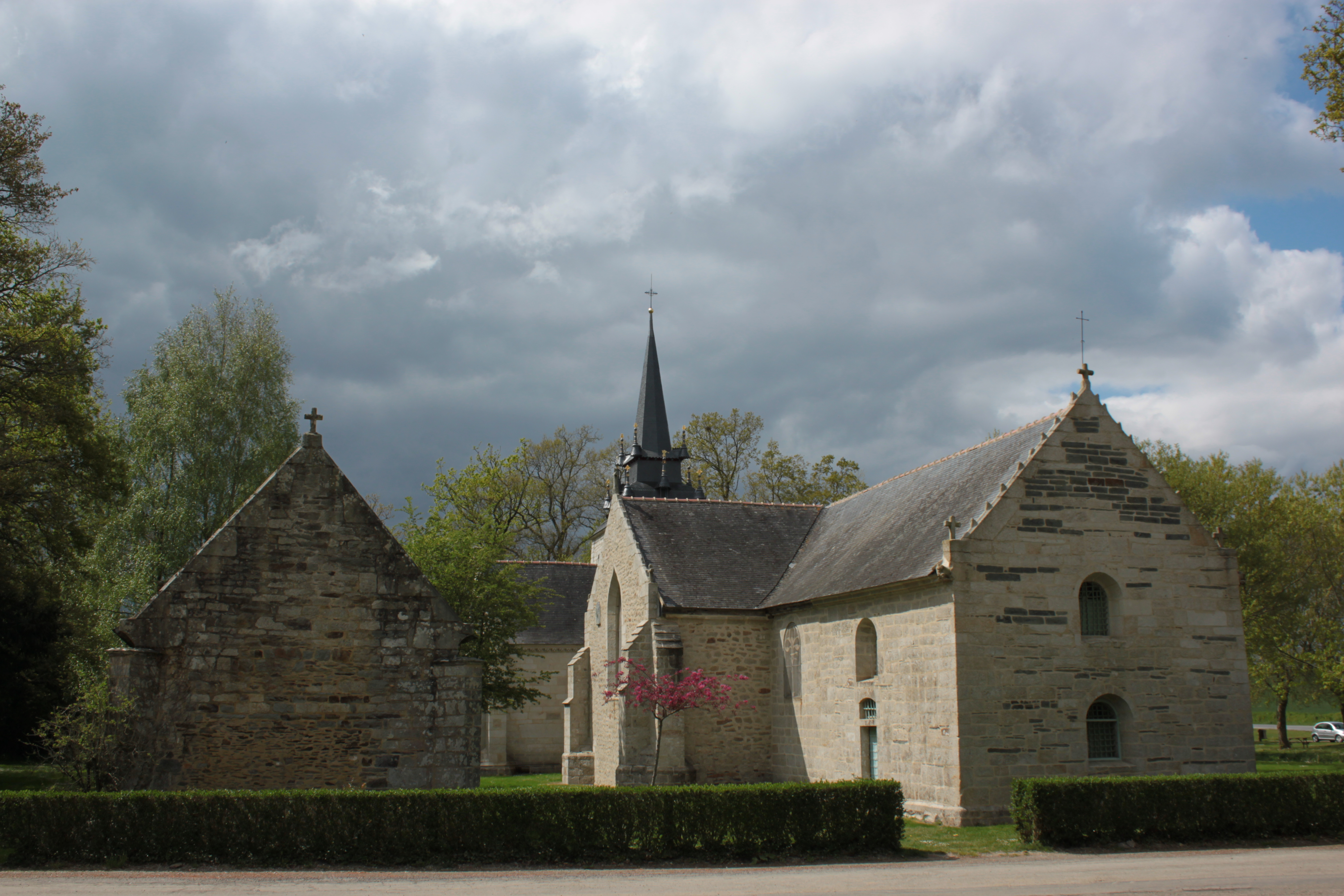
Часовня Сен-Нуайяль

1. 1 2  база данных о французских коммунах — Национальный географический институт Франции, 2015.